# Premi Ariel
El Premi Ariel és un premi cinematogràfic concedit anualment per l'Acadèmia Mexicana d'Arts i Ciències Cinematogràfiques (AMACC) en reconeixement dels professionals de la indústria cinematogràfica mexicana, incloent directors, intèrprets, tècnics i productors. Va ser creat el 1946 al mateix temps que es va establir l'Acadèmia Mexicana.
La figura de l'Ariel és l'estàtua d'un home en actitud d'emprendre el vol dissenyada per l'escultor mexicà Ignacio Asúnsolo. L'escultura original va romandre en el Passeig de la Reforma fins al 1958, quan es va traslladar als Estudis Churubusco. El nom del guardó va sorgir del llibre homònim de l'escriptor José Enrique Rodó, en el qual Ariel és la simbolització dels ideals d'unitat i defensa de la cultura llatinoamericana.
L'Acadèmia lliura l'Ariel de Plata en 25 categories i un Ariel d'Or a la millor pel·lícula. A més, aquest Ariel d'Or es lliura a individus i institucions en reconeixement de la seva trajectòria. El primer lliurament va ser realitzat el 15 de maig de 1947 al centre El Patio de la Ciutat de Mèxic i va premiar les produccions realitzades el 1945 i 1946. La barranca va ser la primera guanyadora de l'Ariel a la millor pel·lícula. El film més premiat ha estat El laberinto del fauno, amb 9 estatatuetes.

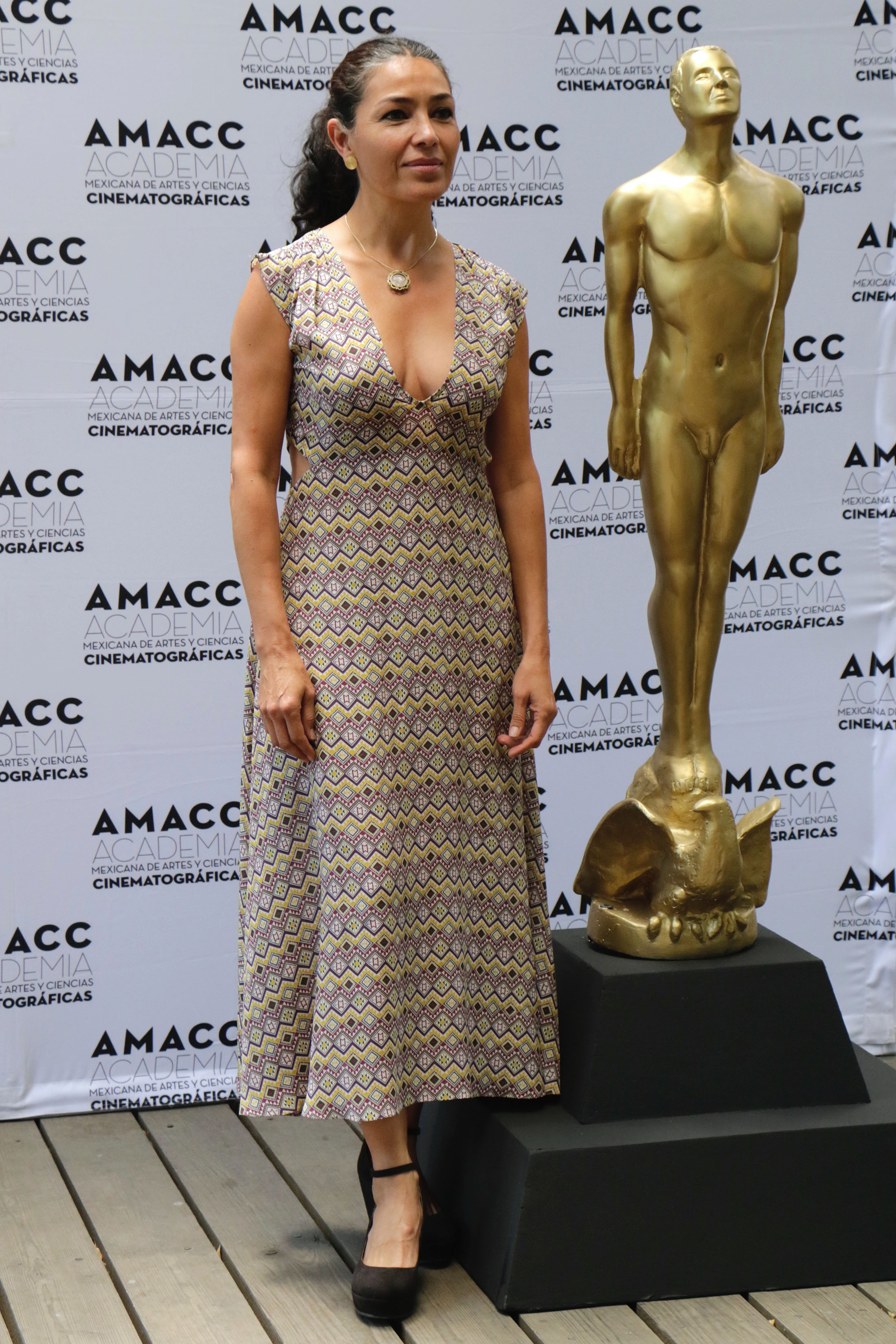
Dolores Heredia al costat d'una estatueta d'Ariel

## Descripció
El premi de major prestigi i continuïtat del cinema mexicà és obra d'Ignacio Asúnsolo, escultor nascut a Hidalgo del Parral, Chihuahua, el 1890, i mort a la Ciutat de Mèxic el 1965. Asúnsolo, que va participar en la Revolució tant al costat de Francisco I. Madero com en la Divisió del Nord, va fer estudis en l'Acadèmia de San Carlos, on va tenir com a mestres a Arnulfo Domínguez Bell i Enrique Guerra, i posteriorment a Europa, particularment a l'Escola de Belles arts de París. Va tornar a Mèxic cridat per José Vasconcelos, que li va encarregar les escultures de l'edifici de la Secretaria d'Educació Pública. Entre els seus treballs, en els quals es conjuga el monumental de l'escultura prehispànica amb influències modernes (sobretot franceses), es poden citar el Monument als Mestres (1933), el Monument a la Pàtria (1937), el Monument al Soldat (1937) o el Monument Eqüestre a Francisco Villa (1957). Originalment l'estàtua de l'Ariel va estar emplaçada en el Passeig de la Reforma, a l'altura de Chapultepec, on va romandre fins a 1958. Actualment es troba a l'interior dels Estudis Churubusco.

### Categories de premis
- Ariel d'Or
- Premi Ariel a la millor pel·lícula
- Premi Ariel a la millor direcció
- Premi Ariel al millor actor
- Premi Ariel a millor actriu
- Ariel a millor coactuació masculina
- Ariel a millor coactuació femenina
- Ariel a millor guió original
- Ariel a millor fotografia
- Ariel a millor edició
- Ariel a millor música composta per a cinema
- Ariel a millor revelació masculina (A partir de 2015)
- Ariel a millor revelació femenina (A partir de 2015)
- Ariel a millor so
- Ariel a millor disseny d'art
- Ariel a millor vestuari
- Ariel a millor maquillatge
- Ariel a millors efectes especials
- Ariel a millor òpera primera
- Ariel a millor curtmetratge documental
- Ariel a millor llargmetratge documental
- Ariel a millor llargmetratge d'animació
- Ariel a millor curtmetratge de ficció
- Ariel a millor curtmetratge d'animació
- Ariel a millor pel·lícula iberoamericana
- Ariel a millor actor de quadre
- Ariel a millor actriu de quadre
- Ariel a millor actuació infantil
- Ariel a millor actuació juvenil
- Ariel a millor ambientació
- Ariel a millor argument original
- Ariel a millor curtmetratge educatiu, científic o de divulgació artística
- Ariel a millor escenografia
- Ariel a millor guió adaptat
- Ariel a millor guió cinematogràfic
- Ariel a millor música de fons
- Ariel a millor mediometraje de ficció
- Ariel a millor mediometraje documental
- Ariel a millor tema musical

## Estadístiques
Actors més nominats
- Damián Alcázar: 12 nominacions
- Ernesto Gómez Cruz: 11 nominacions
- Alejandro Parodi: 10 nominacions
- José Carlos Ruiz: 10 nominacions
- Bruno Bichir: 8 nominacions
- Arturo de Córdova: 7 nominacions
- Pedro Armendáriz Jr.: 7 nominacions
- Manuel Ojeda: 7 nominacions
- Pedro Infante: 7 nominacions

Actrius més nominades
- Ana Ofelia Murguía: 17 nominacions
- María Rojo: 11 nominacions
- Angélica Aragón: 10 nominacions
- Blanca Guerra: 9 nominacions
- Marga López: 9 nominacions
- Patricia Reyes Spíndola: 7 nominacions

Actors més premiats
- Damián Alcázar: 8 premis
- Ernesto Gómez Cruz: 7 premis
- Alejandro Parodi: 5 premis
- José Carlos Ruiz: 5 premis
- Daniel Giménez Cacho: 5 premis

- María Rojo: 4 premis
- Blanca Guerra: 4 premis
- Patricia Reyes Spíndola: 4 premis

- Andrés Soler: 4 nominacions
- Silverio Palacios Montes: 4 nominacions
- Mayra Sérbulo: 4 nominacions
- Zaide Silvia Gutiérrez: 4 nominacions

## Premiats amb els Ariels d'or
| 2015 LVII - Bertha Navarro - Miguel Vásquez 2014 LVI - Arturo Ripstein - Ernesto Gómez Cruz 2013 LV - Columba Domínguez - Mario Almada - Rafael Corkidi 2012 LIV - Alfredo Joskowicz - René Ruiz Cerón 2011 LIII - Jorge Fons - Ana Ofelia Murguía 2010 LII - Cineteca Nacional - Felipe Cazals | 2009 LI - Alejandro Parodi - Fanny Kauffman 2008 L - Silvia Pinal 2007 XLIX - Ignacio López Tarso - Rosalío Solano 2006 XLVIII - Ernesto Alonso - Centro Universitario de Estudios Cinematográficos (CUEC) - Centro de Capacitación Cinematográfica (CCC) 2005 XLVII - Carmen Montejo - Julio Pliego 2004 XLVI - Gloria Schoemann - ECHASA 2003 XLV - Elsa Aguirre - Filmoteca de la UNAM 2002 XLIV - Emilio Carballido - Emilio García Riera 2001 XLIII - Lupita Tovar - Rubén Gámez 2000 XLII - Libertad Lamarque - Gunther Gerzso |

| 1999 XLI - Lilia Prado - Walter Reuter 1998 XL - Janet Alcoriza - Rafael Leal Díaz 1997 XXXIX - Katy Jurado - Antonio Aguilar - Roberto Cañedo 1996 XXXVIII - Raúl Lavista - Manuel Esperón 1995 XXXVII 1994 XXXVI - Adalberto Martínez "Resortes" - Gregorio Walerstein 1993 XXXV - Marga López - Miguel Zacarías 1992 XXXIV - Ismael Rodríguez - Fernando de Fuentes 1991 XXXIII - Alejandro Galindo - La sombra del caudillo - Raúl de Anda Gutiérrez 1990 XXXII | 1989 XXXI - Sergio Olhovich 1988 XXX 1987 XXIX - Mario Moreno « Cantinflas » - Gabriel Figueroa 1986 XXVIII - María Félix 1985 XXVII - Paul Leduc 1984 XXVI 1983 XXV 1982 XXIV 1981 XXIII 1980 XXII | 1979 XXI 1978 XX - Luis Buñuel 1977 XIX - Rodolfo Echeverría 1976 XVIII 1975 XVII - Dolores del Río 1974 XVI - Gonzalo Martínez Ortega 1973 XV - Alex Phillips - Paul Leduc |